# Merlon (génie civil)
Pour les articles homonymes, voir Merlon.

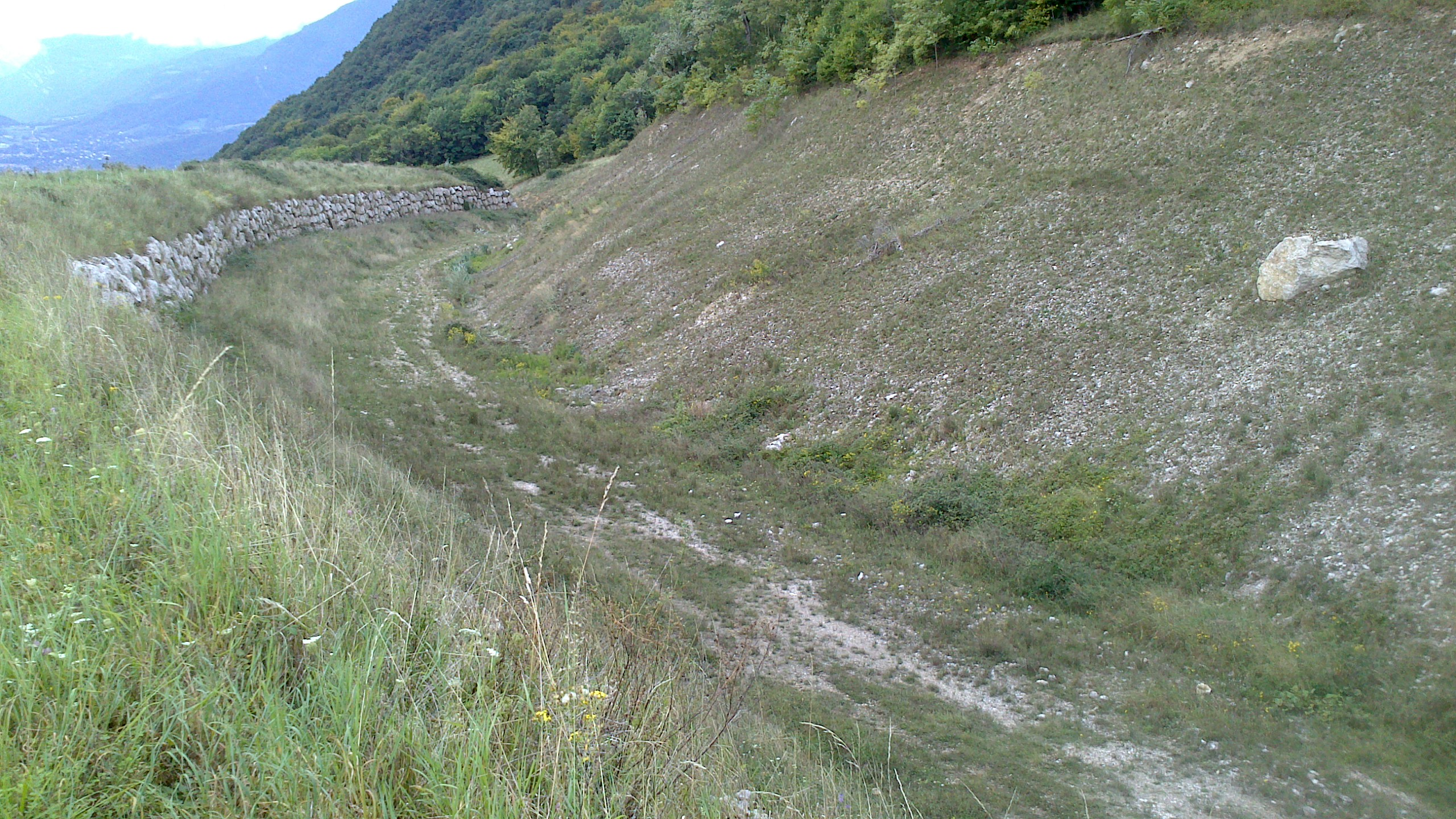
Vue d'un merlon sur le versant oriental du Néron, à Saint-Martin-le-Vinoux, dans le département français de l'Isère.

Un merlon est un ouvrage consistant en une levée de terre ou d'enrochement destinée à :
- réduire le bruit et/ou servir d'écran visuel ;
- arrêter ou dévier les pierres et blocs rocheux provenant des falaises et versants. On parle alors de merlon pare-blocs ;
- plus rarement, ou de façon collatérale, constituer un brise-vent.

## Merlons pare-blocs
Les merlons pare-blocs sont des ouvrages massifs visant à arrêter les pierres et blocs rocheux avant atteinte des enjeux (routes, bâtiments...). Ces ouvrages relèvent de la stratégie de protection passive, au même titre que les galeries ou les filets.
Le plus souvent, les merlons sont situés au pied des versants d'où proviennent les éléments rocheux. Généralement, une fosse leur est associée pour contenir les blocs interceptés. Leur capacité à arrêter les éléments rocheux dépend de leur hauteur et de l’inclinaison de leur talus côté versant. Ce talus peut être raidi soit par empilement de blocs rocheux soit en ayant recours aux techniques de renforcement par géotextile ou produit apparenté (géogrille). Une spécificité française, datant du milieu des années 1980, est l'utilisation de pneumatiques recyclés pour raidir ce talus, suivant le procédé Pneusol ou Pneutex.
De tels ouvrages sont érigés depuis les années 1950 et il en existe plus de 300 en France. Les merlons peuvent présenter des hauteurs et longueurs respectivement supérieures à 10 et 500 m.
Par rapport à d'autres remblais, la conception et le dimensionnement des merlons pare-blocs réside dans la nécessité de prendre en compte la sollicitation dynamique localisée résultant de l'impact par les éléments rocheux, sachant que ceux-ci ont une énergie cinétique de translation allant de quelques kilojoules à plusieurs dizaines de méga-joules.